# Valeria Ciavatta
Valeria Ciavatta (Borgo Maggiore, 16 gennaio 1959) è una politica sammarinese.
Dal 27 luglio 2006 è Segretario di Stato agli Affari Interni, alla Protezione Civile e all'Attuazione del programma.
È membro del Consiglio Grande e Generale al quale è stata eletta nelle liste dell'Alleanza Popolare dei Democratici Sammarinesi.
È stata Capitano Reggente nel periodo ottobre 2003 - aprile 2004 e nuovamente dall'aprile 2014.
Inizia l'attività politica nel PDCS, dal quale fuoriesce nel 1990. Nel 1991 è tra i fondatori dell'associazione politico-culturale Forum e nel 1993 è tra i fondatori del partito Alleanza Popolare dei Democratici Sammarinesi, di cui è stata capogruppo consiliare (dal 2001 al 2003) e di cui è presidente (dal 2005). Tuttora fa parte di Alleanza Popolare.
Dal 1984 è funzionario dell'Ufficio del Registro e Conservatoria di San Marino. Ha esercitato l'attività forense e notarile.
Laureata con lode in giurisprudenza all'Università di Urbino, è sposata e madre di due gemelle.